# جون كامبل (سياسي أمريكي مواليد 1789)
جون كامبل (بالإنجليزية: John Campbell)‏ هو سياسي أمريكي، ولد في 1789، وتوفي في 1866. نشط حزبياً في الحزب الديمقراطي. وقد انتخب Treasurer of the United States ‏ (26 مايو 1829 – 20 يوليو 1839).